# یوروپین پرس‌فوتو
یوروپین پرس‌فوتو (انگلیسی: European Pressphoto) شرکت رسانه‌ای آلمانی است، که در سال ۱۹۸۵ تأسیس شد.